# كارل نويبرغ
كارل ألكسندر نويبرغ (29 يوليو 1877 - 30 مايو 1956) كان رائدًا مبكرًا في الكيمياء الحيوية، ويُشار إليه أحيانًا باسم "أبو الكيمياء الحيوية الحديثة". تشمل مساهمته البارزة في العلوم اكتشاف الكربوكسيلاز وتوضيح التخمير الكحولي الذي أظهر أنه عملية من الخطوات الأنزيمية المتعاقبة، وهو الفهم الذي أصبح حاسمًا فيما يتعلق بكيفية التحقيق في المسارات الأيضية من قبل الباحثين في وقت لاحق.